# Юнгквист, Маркус
Маркус Юнгквист (швед. Marcus Ljungqvist; род. 26 октября 1974; Фалун, Швеция) — шведский профессиональный шоссейный велогонщик. Профессионально выступал с 1998 по 2009 гг. Сейчас работает спортивным директором в команде Sky Procycling.